# Група могил, в яких поховано 45 воїнів, що загинули у лютому 1944 р.
Група могил, в яких поховано 45 воїнів, що загинули у лютому 1944 р. в боях за звільнення міста Кривий Ріг, та у березні від ран, у польових госпіталях (одна братська та 2 індивідуальні могили).
Пам'ятка знаходиться по вул. Старовокзальній на території колишнього військового містечка № 1 у Центрально-Міському районі м. Кривий Ріг.

## Передісторія

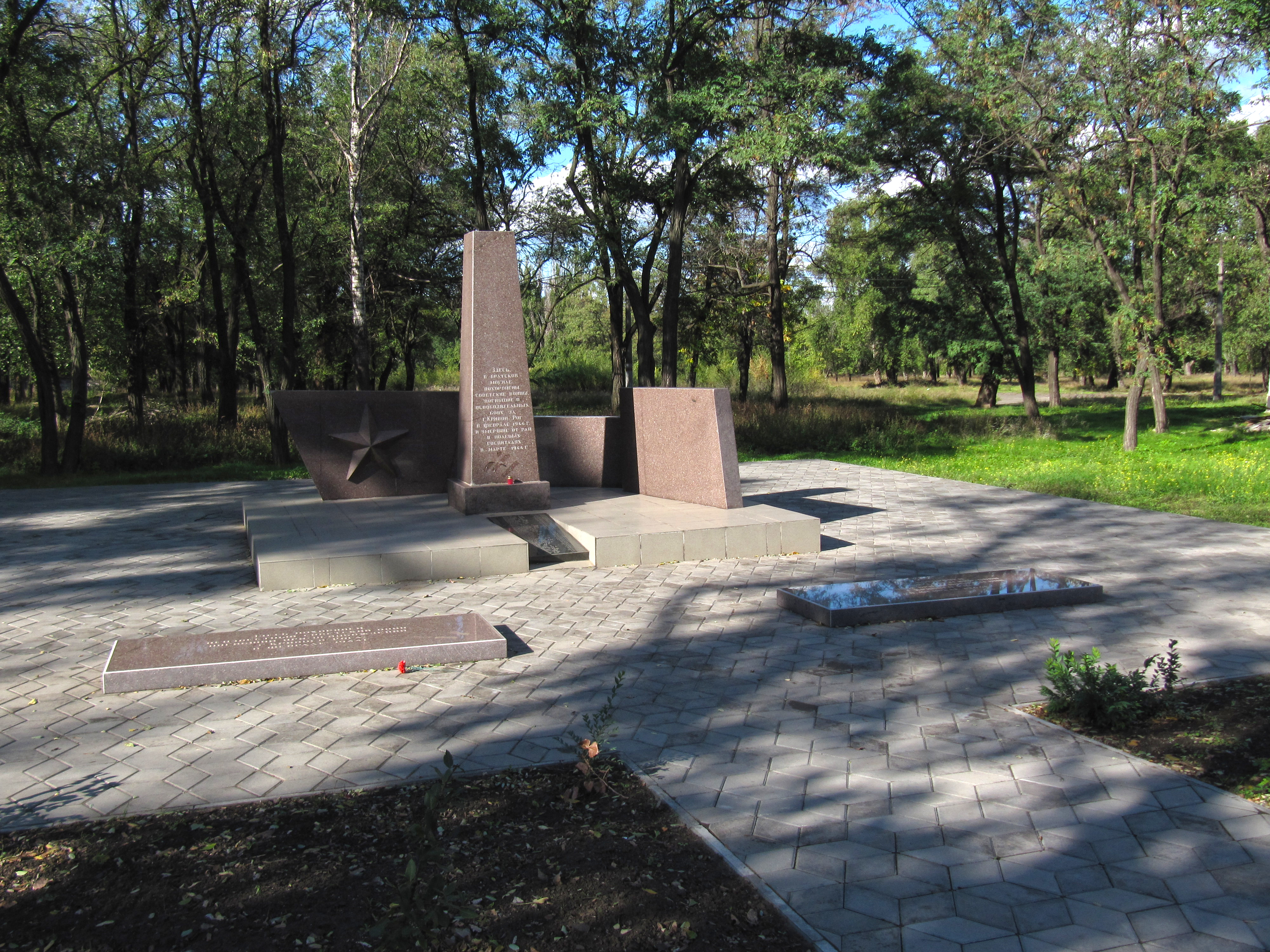
Братська могила

Пам'ятка пов'язана з подіями Другої світової війни. У лютому 1944 р. частинами 394-ї стрілецької дивізії 46-ї армії було визволено район військового містечка. В братській могилі поховані воїни-визволителі, що загинули в боях за вищенаведену територію. Дата створення місця захоронення — лютий 1944 р.
У 1948 р. на місці поховання встановлено пам'ятник.
Рішенням Дніпропетровського облвиконкому від 08.08.1970 р. № 618 пам'ятка була взята на державний облік з охоронним номером 1662.
Відповідно до рішення виконкому Криворізької міськради від 11.04.2012 р. № 142 у 2012 р. було проведено реконструкцію об'єкту, під час якої встановлено новий пам'ятник та нові меморіальні плити. Урочисте відкриття відбулося 22 червня 2012 р.
За даними краєзнавця В. П. Бухтіярова у братський могилі поховано 34 радянських воїнів, знайдена інформація щодо 10 загиблих.
Відповідно до списку увічнених воїнів, опублікованому на сайті http://www.krivoyrog-poshuk.ho.ua [Архівовано 25 лютого 2020 у Wayback Machine.], станом на 2017 рік знайдено інформацію щодо 44 загиблих воїнів-визволителів.
Згідно з даними Центрально-Міського райвійськкомату за 1992 р., опублікованими на сайті https://www.webcitation.org/67YAQ3miH?url=http://www.obd-memorial.ru/, в братській могилі поховано 34 воїнів-визволителів. Інформація встановлена щодо 10 загиблих осіб.

## Пам'ятка
Братська могила знаходиться у південно-західній частині міста на правому березі р. Інгулець на території колишнього військового містечка № 1. З правого боку розташована церква. Має під'їзд з боку вул. Старовокзальної.
Обеліск виготовлено з червоного шліфованого граніту. Має пірамідальну форму зі зрізаною верхньою основою. На висоті 0,33 м вигравіювано напис російською мовою у чотирнадцять рядків: «Здесь / в братской / могиле / похоронены / советские воины / погибшие в / освободительных / боях за / г. Кривой Рог / в феврале 1944 г. / и умершие от ран / в полевых / госпиталях / в марте 1944 г.» Довжина напису — 0,80 м. Висота обеліску — 2,60 м, довжина граней нижньої основи — 0,70 м, верхньої — 0,64 м. Обеліск встановлено на п'єдесталі у вигляді прямокутного паралелепіпеда на відстані 0,08 м від кожної бічної грані, довжина яких 0,86 м. Висота п'єдесталу 0,27 м. Обеліск, меморіальна плита та гранітні трапеції знаходиться на бетонному прямокутному підвищенні висотою 0,37 м, вимощеному тротуарною плиткою. Розміри сторін прямокутника 4,70×4,90 м. П'єдестал з обеліском розташовано на відстані 1,86 м від лицьової сторони прямокутного підвищення та по 2,02 м з його правого та лівого боку. На відстані 0,30 м від п'єдесталу та 0,16 м від переднього краю прямокутного підвищення під невеликим кутом розміщено меморіальну плиту з прізвищами, іменами та по батькові, військовими званнями й датою смерті загиблих воїнів. Меморіальна плита виготовлена із шліфованого лабрадориту. Має прямокутну форму зі сторонами 1,40×0,60 м. Товщина плити — 0,07 м. Напис викарбувано. На відстані 2,00 м від підвищення розташовано дві меморіальні плити прямокутної форми з шліфованого червоного граніту одна навпроти одної розміром 2,20×0,80 м. Товщина плити — 0,12 м. Відстань між плитами — 2,16 м. На кожній меморіальній плиті викарбувано напис російською мовою у п'ять рядків: «Здесь похоронен / неизвестный советский воин / погибший при освобождении / г. Кривого Рога / в феврале 1944 г.» Позаду обеліска на відстані 1,17 м від нього розташовано дві різнорозмірні декоративні стінки, що мають форму прямокутних трапецій, виготовлених з червоного граніту. Декоративні стінки встановлені впритул одна до одної, причому права стінка знаходиться під невеликим кутом. Розміри лівої (більшої) стінки: нижня основа — 2,25 м; верхня основа — 2,70 м; бічна сторона — 1,37; бічна сторона, що утворює прямий кут з основою — 1,20 м; товщина — 0,20 м. На відстані 0,25 м від нижньої основи, 0,13 м від верхньої основи та 0,37 від бічної сторони розміщено п'ятипроменеву гранітну зірку. Відстань між кінцями променів — 0,90 м. Розміри правої (меншої) стінки: нижня основа — 1,70 м; верхня основа — 1,50 м; бічна сторона — 0,85 м; бічна сторона, що утворює прямий кут з основою — 0,83 м, товщина — 0,20 м. З правого боку від меншої стінки розташована під кутом ще одна декоративна стінка, що має форму прямокутної трапеції. Прямий кут трапеції знаходиться на відстані 0,69 м від правого краю підвищення, протилежний — на відстані 0,28 м.